# 长沙岭墓群
长沙岭墓群，位于中国甘肃省瓜州县，为一个省级文物保护单位，类型为古墓葬。
长沙岭墓群的历史年代为汉至魏、晋。